# Lukáš Tamme
Lukáš Tamme, né le 16 octobre 1979 à Jihlava, est un coureur cycliste tchèque, spécialiste du BMX et du VTT. 

## Biographie
En 1997, Lukáš Tamme remporte la Coupe du monde de BMX juniors et son premier titre national. Chez les professionnels, il a notamment remporté une médaille de bronze aux championnats d'Europe de BMX en 2002, ainsi que deux médailles d'argent aux championnats d'Europe de four cross en 2003 et 2004. Il compte également plus de treize titres nationaux. Il arrête à sa carrière lors de l'hiver 2013 et devient président et entraîneur d'un club de BMX dans son pays natal.

## Palmarès en BMX

### Championnats d'Europe
- 2002
  -  Médaillé de bronze du BMX
  -  Médaillé de bronze du BMX cruiser

### Coupe du monde juniors
- 1997 : vainqueur du classement général

## Palmarès en VTT

### Championnats du monde
- Les Gets 2004
  - 6e du four-cross

### Coupe du monde
- Coupe du monde de four-cross
  - 2005 : 7e du classement général

### Championnats d'Europe
- Graz 2003
  -  Médaillé d'argent du four-cross
- Wałbrzych 2004
  -  Médaillé d'argent du four-cross